# Список беспозвоночных, занесённых в Красную книгу Мурманской области
В списке указаны все беспозвоночные, включённые в первую Красную книгу Мурманской области издания 2003 года. Колонки таблицы КМ, КР и КС означают, соответственно, статус указанного вида в Красной книге Мурманской области, Красной книге России и в Красной книге СССР. В случае, если в той или иной Красной книге какой-либо из описываемых видов отсутствует, то есть не отнесён ни к одной из указанных категорий, то соответствующая ячейка списка оставлена незаполненной. Все виды поделены на 7 категорий в Красной книге Мурманской области (категория «1» имеет две подкатегории) и на 6 категорий в Красной книге России и Красной книге СССР. Категории имеют следующие обозначения:
| Красная книга Мурманской области: 1а — исчезающие виды (находящиеся под непосредственной угрозой исчезновения) 1б — исчезающие виды (находящиеся под угрозой исчезновения) 2 — уязвимые виды (редкие с сокращающейся численностью) 3 — редкие виды (редкие или узколокальные) 4 — виды с неопределённым статусом (редкие малоизученные) 5 — поддерживаемые виды (восстанавливаемые или восстанавливающиеся) 6 — виды особого статуса бионадзор — виды, нуждающиеся в особом внимании к их состоянию | Красная книга России и Красная книга СССР: 0 — вероятно исчезнувшие 1 — находящиеся под угрозой исчезновения 2 — сокращающиеся в численности 3 — редкие 4 — неопределённые по статусу 5 — восстанавливаемые и восстанавливающиеся |

В категорию «6 — виды особого статуса» входят виды, отнесённые в одной из вышестоящих Красных книг (например, в Красной книге России) к категории, требующей особых мер охраны, но не нуждающиеся во введении подобных мер вследствие многочисленности представителей данного вида на территории Мурманской области. На момент выхода первого (текущего) издания Красной книги Мурманской области беспозвоночных с такой категорией в области нет.
Всего в список беспозвоночных Красной книги Мурманской области включено 8 видов, в том числе: 1 представитель класса моллюски и 7 — класса насекомые. К категории исчезающих видов (1а и 1б) не отнесён ни один из них. В категорию «бионадзор» включаются виды, не нуждающиеся на настоящий момент в каких-либо охранных мерах, но подлежащие постоянному контролю и биологическому надзору. В текущей редакции Красной книги Мурманской области в данной категории беспозвоночных нет.
По принятому постановлению Правительства Мурманской области от 04.09.2002 № 325-ПП «О Красной книге Мурманской области», Красная книга должна переиздаваться с актуализированными данными не реже, чем каждые 10 лет.
В нижеприведённом списке порядок расположения таксонов соответствует таковому в Красной книге Мурманской области.

## Моллюски
| № | Латинское название                           | Русское название и описание | Изображение | КМ | КР | КС |
| - | -------------------------------------------- | --- | ----------- | -- | -- | -- |
| 1 | Margaritifera margaritifera (Linnaeus, 1758) | Европейская жемчужница — вид двустворчатых отряда унионидообразных. Представляет собой крупного моллюска с вытянутой тёмной раковиной, длиной до 13—14 см. Обитает в северо-восточной части США, восточной Канаде, Западной Европе, Балтии, Белоруссии и северо-западной части России в пресных, чистых, богатых питательными веществами реках с низким уровнем минерализации. На территории Мурманской области обитает в бассейнах рек Туломы и Варзуги, а также в реках Лапландского заповедника. По состоянию на 2003 год было известно о трёх крупных популяциях, сохранившихся в регионе; эти популяции являются крупнейшими в Европе: например, популяция в Варзуге насчитывает около 80 млн особей. Плотность поселений достигает 88/м² (13,7/м² в среднем). |             | 2  | 2  | 1  |

## Насекомые
| № | Латинское название                    | Русское название и описание | Изображение                                                       | КМ | КР        | КС |
| - | ------------------------------------- | --- | ----------------------------------------------------------------- | -- | --------- | -- |
| 2 | Acantholyda flaviceps (Retzius, 1783) | Желтоголовая акантолида — вид пилильщиков-ткачей отряда перепончатокрылых. Имеет широкое и плоское тёмно-синее тело длиной 1—1,2 см и прозрачные крылья. Распространена в Северной и Центральной Европе. В Европейской части России её ареал на востоке ограничен Красноярским краем, а на севере доходит до Мурманска. Везде встречается только единично. Точные данные о распространении и численности желтоголовой акантолиды на территории Мурманской области отсутствуют. | Фотография желтоголовой акантолиды                                | 2  | 2         |    |
| 3 | Bombus sporadicus Nylander, 1848      | Шмель спорадикус — вид пчелиных отряда перепончатокрылых. Представляет собой достаточно крупного шмеля с размерами тела 0,8—2,4 см. На территории России данный вид обитает по всей лесной зоне Европейской части, в Сибири и Приморье, а за пределами России — в Скандинавии, Монголии и Северном Китае. В Мурманской области встречается на юге региона, на территории Кандалакшского заповедника и прилегающих участках. Шмель спорадикус здесь малочисленен и наблюдается не каждый год. Точных данных о численности нет.                                                                                          | [bvi.rusf.ru/sista/illus/36886.jpg Иллюстрация шмеля спорадикуса] | 3  | бионадзор | 2  |
| 4 | Saturnia pavonia (Linnaeus, 1761)     | Ночной павлиний глаз малый (Павлиноглазка малая) — вид павлиноглазок отряда чешуекрылых. Крупная бабочка с длиной переднего крыла до 3,7—3,8 см и размахом крыльев до 5—7 см. Евросибирский вид, имеющий общее распространение в лесной зоне Евразии: от Западной Европы до Дальнего Востока России и, по некоторым данным, Японии; на севере ареал доходит до Скандинавии, на юге — до Малой Азии. На территории Мурманской области, где проходит северная граница ареала, малая павлиноглазка крайне малочисленна (точных данных нет) и встречается в Хибинах, Лапландском заповеднике, в районе Печенги и Кузомени. |                                                                   | 3  | бионадзор | 2  |
| 5 | Colias palaeno (Linnaeus, 1761)       | Желтушка торфяниковая — вид белянок отряда чешуекрылых. Средних размеров бабочка, длина переднего крыла — до 3 см, размах крыльев — до 4,4—6 см. Распространена повсеместно в Евразии — от Западной Европы до Японии. Обитает в местах произрастания голубики (Vaccinium uliginosum) и брусники (Vaccinium vitis-idaea) — кормовых растений гусениц желтушки — в лесах, на болотах и торфяниках. На территории Мурманской области встречается в северо-западной, центральной и юго-западной частях. Общая численность низкая, насекомое наблюдается в регионе не каждый год.                                           |                                                                   | 3  |           |    |
| 6 | Papilio machaon Linnaeus, 1758        | Махаон — вид парусников отряда чешуекрылых. Крупная дневная бабочка, длина переднего крыла — до 3,5 см, размах крыльев — до 6,5—9,5 см. Распространена в Северной Америке, практически по всей Евразии и в Северной Африке. По Мурманской области проходит северная граница ареала: махаон обитает здесь от побережья Белого моря до Айновских островов на северо-западе, наиболее распространён в Терском и Кандалакшском районах. Вид не является редким для региона, но его популяция малочисленна. В благоприятные годы в летний период численность достигает местами 10—15 бабочек на километр маршрута.          |                                                                   | 3  | бионадзор | 2  |
| 7 | Nymphalis antiopa (Linnaeus, 1758)    | Траурница — вид нимфалид отряда чешуекрылых. Крупная бабочка, длина переднего крыла — до 3,5—4 см, размах крыльев — до 5,5—7,5 см. Обитает в Северной Америке и по всей Евразии, кроме тропического и арктического поясов. В Мурманской области встречается в центральной и юго-западной частях, а также на побережье Баренцева моря, преимущественно в лесной зоне, на опушках и обочинах дорог. Численность вида низкая, насекомое наблюдается не каждый год и только единичными экземплярами. |                                                                   | 4  |           |    |
| 8 | Vanessa atalanta (Linnaeus, 1758)     | Адмирал — вид нимфалид отряда чешуекрылых. Крупная дневная бабочка, длина переднего крыла — до 3 см, размах крыльев — до 5—6 см. Распространена в Северной Америке, Северной Африке и Европе, а в Азии — только до Малой Азии и Ирака. В Мурманской области обитают на открытых местах, в основном в южной части: в окрестностях Кандалакши, Лувеньги, на северном побережье Кандалакшского залива. Численность вида низкая, насекомое наблюдается не каждый год. |                                                                   | 4  |           |    |

### Жуки[34]
Семейство Жужелицы
- Жужелица блестящая

Семейство Усачи
- Ошейниковый усач
- Акмеопс светлокрылая

Семейство Долгоносики
- Лубоед Холодковского малый

Семейство Капюшонники
- Капюшонник бороздчатый

Семейство Щелкуны
- Щелкун волнистый